# Акош Барчаї
Акош Барчаї (угор. Barcsay Ákos; 1619—1661) — князь Трансильванії у 1658—1660 роках (з перервами).

## Життєпис
Походив зі старовинного угорського шляхетського роду Барчаї. Син Шандора Барчаї та Ерже Палатікс. Народився 1619 року. Здобув гарну освіту. Службу розпочав при дворі трансильванського князя Дєрдя I. Очолював посольство до молдавського господаря Василя Лупула та до Стамбулу, де виклопотав видачу Мозеса Секеля Молодшого, претендента на трон Трансильванії. За успішні дії року став членом князівської ради.
1644 року призначено лугож-карансебеським баном. 1648 року призначено ішпаном комітата Хунедоара, а невдовзі капітаном замку Дева. У 1657 році, незважаючи на те, що був противником польської кампанії князя Дєрдя II в сеймі не виступив відкрито проти цього плану.
Повернення у 1658 році на трон Дєрдя II Ракоці спричинило значну кризу у відносинах з Османською імперією. Великий візир Мехмед Кепрюлю вдерся до Трансильванії. Після поразки Ракоці в тому ж році османи зайняли князівство. Новим правителем було призначено Акоша Бачкаї, який зобов'язався одноразово виплатити Порті 500 тис. дукатів, а щорічну данину збільшити до 40 тис. Крім того, мусив передати османам фортеці Лугож і Карасебеш.
Основні зусилля Акош Барчаї спрямував на недопущення нового вторгнення османських військ. Втім у 1659 році Дєрдь Ракоці знову оголосив себе князем Трансильванії, почавши просуватися на південь. Він завдав поразки Сейїд Ахмед-паші, очільнику Будійського еялету, у битві біля Зейкані. Акош Бачкаї отаборився в Шебені, де до 1660 року тримав облогу від військ Ракоці. В цей час османи у битві при Сасфенеш завдали поразки Дєрдю Ракоці, який невдовзі помер від поранень.
Втім потурання османам викликало невдоволення значної частини трансильванської шляхти. Її повстання очолив Янош Кемені. Невдовзі брат Акоша — Гашпар Барчаї зазнав поразки, а невдовзі був убитий повсталими секеями. Не маючи змоги протистояти супротивнику, Акош Барчаї 31 грудня 1660 року зрікся влади на користь Яноша Кемені. Втім у липні 1661 року за наказом Кемені колишнього князя було страчено.